# カルバラ第10号作戦
カルバラ第10号作戦（カルバラだいじゅうごうさくせん）は、イラン・イラク戦争中、北部戦線で展開されたイラン軍とクルド人武装勢力による攻勢作戦である。

## 概要

### カルバラ第7号作戦
3月3日夜、イラン軍はイラク領ハジ・オムランにて攻撃を開始し、重要な高地4箇所を占領した。3月5日には2度にわたるイラク軍の逆襲を撃退し、捕虜237人を得た。この間、3月4日にクルド人武装勢力はキルクークとアルビールの間にあるイラク軍基地10箇所を占領した。

### カルバラ第8号作戦
4月7日、バスラ東部において攻撃を開始し、イラク軍に12,000人の死傷者を与えたとされるが、イラク側の発表と合わず実際の損害は不明である。

## 戦闘
2週間後の4月24日、カルバラ第9号・第10号作戦が同時に実施された。第9号作戦は中部戦線のカスレ・シリンにおいて限定的な攻撃が行われた。第10号作戦は北部戦線のイラク領スレイマニヤ県において攻撃が開始された。険峻な山岳地帯であるため多数のブルドーザーなど工兵機材を投入し、進攻路の工事にあたり、その道を通じてイラク領内に侵入して周辺を占領した。山岳地帯であるため、イラク軍は得意の重装備による火力戦がなかなかできず、航空攻撃も限定的であった。
7月19日夜、イラクニーナワー県においてクルド人武装勢力によるファタハ第8号作戦が実施され、イラク領内150kmにあるアトラシュを襲撃、ゲリラ的戦闘である為すぐに撤退した。
この頃には、イランはクルド人武装勢力（クルド愛国同盟、クルド民主党及びクルド労働者党）に対し膨大な援助を与えており、この地域一帯でのイラン軍の作戦に参加させた。カルバラ第10号作戦においても共同作戦として多数のクルド人が参加し、本作戦で気を良くしたイラン軍はクルド人武装勢力に対し、キルクーク油田の占領をするように促した。しかし、これに対してクルド人武装勢力は消極的であった。人数こそ増えたがイラン軍と同じ軽装備で構成され、目標であるキルクーク油田は平野部にあり、機甲部隊や優勢な航空部隊を有するイラク軍が待ち構えており到底敵う相手ではなかった。また、クルド人がイラン軍とともに攻撃に出れば、トルコの介入を受ける可能性が高かった。キルクーク油田からトルコ領内に向かってパイプラインが通じており、トルコはその使用料などで利益を得ていた。何よりもトルコはイラク北部一帯（モースルなど）の領有権を主張していた。1984年5月にはイラク・トルコ間で協定が結ばれた。これはトルコのクルド人ゲリラ対策として越境攻撃を認めた内容であった。
この地域一帯はソ連国境に近く、ソ連はイラクに対しては武器の売却・供与を通じて支援しており、イランと共同作戦をしてキルクーク油田を攻撃すれば何らかの形でソ連の介入を受ける可能性もあった。
これらの要因のため、北部戦線においては山岳地帯での一進一退の攻防戦が継続した。